# Stari Ras
Stari Ras (serbiska: Стари Рас), på sin tid känt som Ras, var en av det medeltida Serbiens första huvudstäder och under en lång tid den mest betydelsefulla.  Staden ligger i vår tids region Raška eller Sandžak (turkiska namnet) i Serbien och låg i mitten av den tidiga medeltida staten. Den grundades mellan 800-talet och 900-talet och övergavs någon gång under 1200-talet. Dess position i området känt som gamla Serbien, längs Raškadalen, där vägarna mellan Adriatiska havet och staten Zeta samt mellan Bosnien i väster och Kosovo i öster möts. Där finns en imponerande grupp medeltida monument bestående av fästningar, kyrkor och kloster. Klostret i Sopoćani minner om kontakterna mellan västvärlden och den bysantinska världen. Idag ligger staden i det närmaste oomslutna och oskyddade ruiner nära staden Novi Pazar, vilket troligen en gång växte fram som en handelsenklav till Ras.
En rekonstruktion av platsen planeras nu och Stari Ras är sedan 1979, tillsammans med klostret i Sopoćani, ett världsarv.
I kyrkan Sankt Georg finns fresker från bysantinska riket. De äldsta byggnaderna antas vara från 500-talet f.Kr.